# Politique au Laos
Le Laos est une république socialiste à parti unique, où le Parti révolutionnaire populaire lao est le seul parti légal. Le secrétaire général du PRPL est également chef de l'État, tandis que la charge de chef du gouvernement revient au Premier ministre. Le parti décide de la politique gouvernementale par le biais des 9 membres du Politburo et des 49 membres du Comité central. Les décisions gouvernementales importantes doivent être approuvées par le Conseil des ministres.
La République démocratique populaire lao a été proclamée en 1975, mais n'a pas eu de constitution durant les quinze premières années de son existence. Les députés de l'Assemblée Populaire Suprême ont été chargés, lors de leur renouvellement en 1989, de préparer une constitution, qui a été adoptée le 15 août 1991. L’année suivante, l’Assemblée nationale a remplacé l’Assemblée populaire suprême en tant qu’organe législatif du pays. Toutes les nouvelles lois adoptées par le gouvernement sont soumises à l'assemblée nationale pour approbation, mais le gouvernement conserve le droit d’édicter des décrets. En 1992, le nombre de députés était de 85. Il est passé à 99 en 1997, à 115 en 2006, et désormais 149 en 2016.

## Pouvoir exécutif
| Fonction         | Nom                 | Parti | Depuis           |
| ---------------- | ------------------- | ----- | ---------------- |
| Président        | Thongloun Sisoulith | PRPL  | 22 mars 2021     |
| Premier ministre | Sonexay Siphandone  | PRPL  | 30 décembre 2022 |

Le président est élu par l’Assemblée nationale pour un mandat de cinq ans. Il nomme le Premier ministre et les autres membres du gouvernement pour cinq ans, avec l’accord des députés.

## Pouvoir législatif
L’Assemblée nationale est monocamérale et compte 149 membres élus pour cinq ans.

## Pouvoir judiciaire
Le président de la Cour populaire suprême est élu par l’Assemblée nationale sur conseil de la commission permanente. Cette dernière nomme directement le vice-président de la Cour ainsi que les juges.

## Ministres et ministères
- Bureau du Premier ministre (Conseil équivalent)
- Banque d'État de la RDP Lao (Conseil équivalent)
- Ministère de la Défense nationale
- Ministère de la Sécurité publique
- Ministère des Affaires étrangères
- Ministère de la Justice
- Ministère des Finances
- Ministère de l'Agriculture et des Forêts
- Ministère de l'Industrie et du Commerce
- Ministère de l'Énergie et des Mines
- Ministère des Travaux publics et des Transports
- Ministère du Plan et de l'Investissement
- Ministère de l'Éducation
- Ministère de la Santé publique

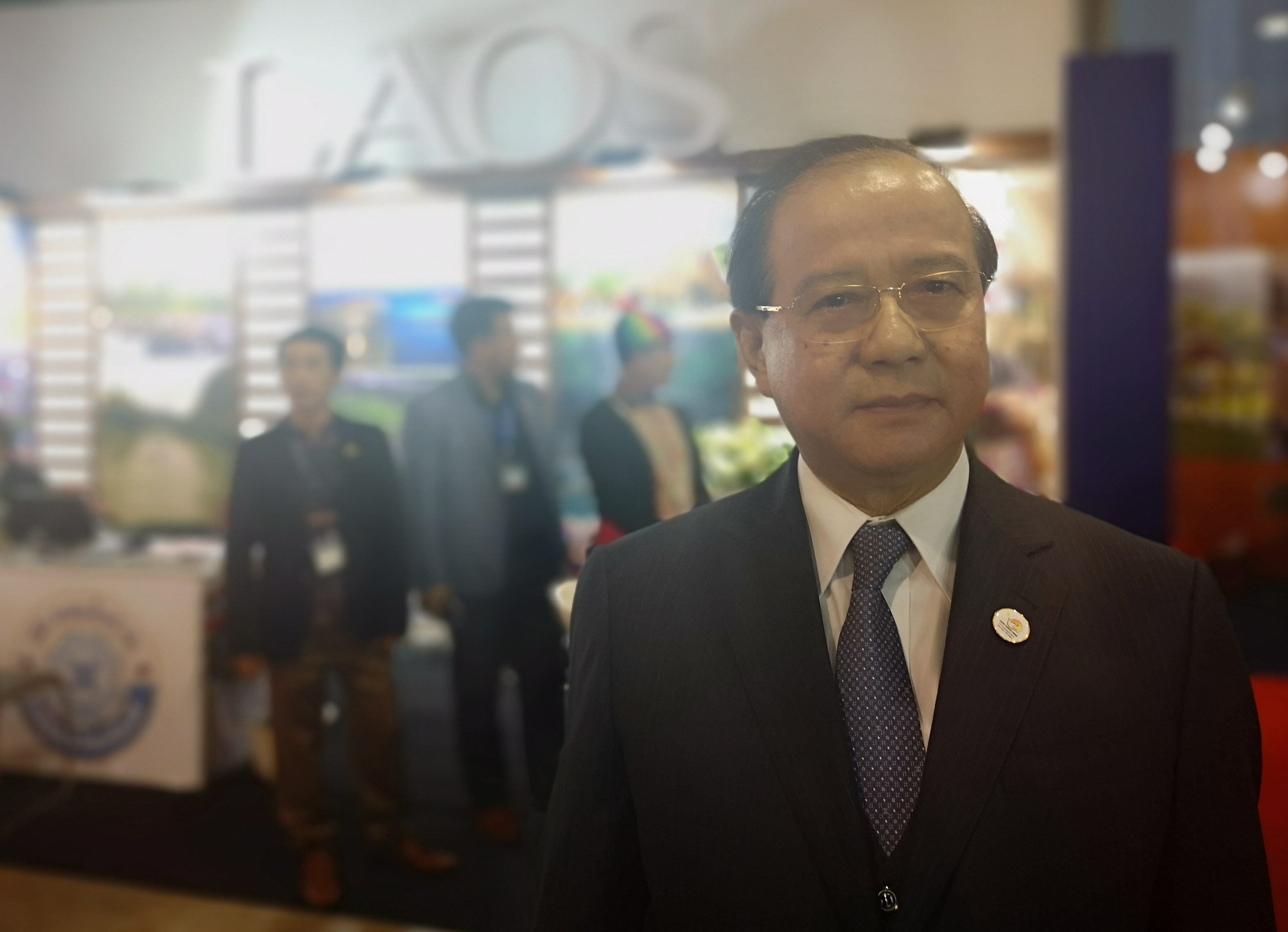
Bosengkham Vongdara, Minister of Information, Culture and Tourism of Laos at the ASEAN Tourism Forum 2019 in Ha Long Bay, Viet Nam; organised by TTG Events, Singapore

- Ministère de l'Information et de la Culture
- Ministère du Travail et des Affaires sociales

Le ministère de l'Industrie et de l'Artisanat et celui du Commerce ont fusionné, devenant le ministère de l'Industrie et du Commerce. Le ministère des Communications, des Transports, des Postes et de la Construction est devenu le ministère des Travaux publics et des Transports.